# CSI: Cyber
CSI: Cyber è una serie televisiva statunitense trasmessa dal 2015 al 2016 per due stagioni sul canale statunitense CBS, ed è il terzo spin-off della serie CSI - Scena del crimine.
In Italia la serie è stata trasmessa in prima visione assoluta su Rai 2 dall'8 marzo 2015 al 31 luglio 2016.

## Trama
A Quantico, Virginia, una squadra speciale dell'FBI, la Cyber Crime Investigation, con a capo l'agente speciale Avery Ryan, lavora su casi che coinvolgono il web invisibile. L'agente Ryan è una stimata cyber-psicologa che lavora a stretto contatto con l'agente speciale Elijah Mundo, anche lui specializzato nel risolvere casi di crimini informatici.

## Episodi
| Stagione         | Episodi | Prima TV originale | Prima TV Italia |
| ---------------- | ------- | ------------------ | --------------- |
| Prima stagione   | 13      | 2015               | 2015            |
| Seconda stagione | 18      | 2015-2016          | 2016            |

## Personaggi e interpreti

### Personaggi principali
- Avery Ryan (stagioni 1-2), interpretata da Patricia Arquette, doppiata da Claudia Catani.
È la protagonista della serie. È una psicologa e, a causa di un hacker che ha violato il suo computer, una sua paziente è stata uccisa. Decide quindi di trasferirsi a Quantico per entrare a far parte della Cyber Division dell'FBI, dove viene messa a capo di una squadra di stimati agenti informatici. Nella seconda stagione diventa vice Direttore.
- Elijah Mundo (stagioni 1-2), interpretato da James Van Der Beek, doppiato da Gabriele Sabatini.
È un agente dell'FBI di Quantico, lavora a stretto contatto con la squadra dell'agente Ryan. Ex Marine, è recentemente divorziato dalla moglie Davon da cui ha avuto una figlia, Michelle.
- Simon Sifter (stagione 1), interpretato da Peter MacNicol, doppiato da Luca Dal Fabbro.
È l'assistente del Vice Direttore dell'FBI, di grande aiuto alla Cyber Division. In passato, lavorava come agente speciale e ha fatto carriera in questo campo, prima di essere delegato assistente Vice Direttore. Al termine della prima stagione, Sifter lascia la Cyber Division.
- Brody Nelson (stagioni 1-2), interpretato da Shad Moss, doppiato da Luca Mannocci.
È un membro della squadra dell'agente Ryan. Nel primo episodio entra a far parte del team e si presenta come un ragazzo in gamba, ma che fa fatica a rispettare le regole.
- Daniel Krumitz (stagioni 1-2), interpretato da Charley Koontz, doppiato da Stefano Brusa.
Altro membro della Cyber Division, lavora anche come agente speciale all'interno dell'FBI, oltre ad essere un ottimo hacker.
- Raven Ramirez (stagioni 1-2), interpretata da Hayley Kiyoko, doppiata da Chiara Oliviero.
Ragazza intelligente, fa parte anche lei della Cyber Division. È specializzata nelle investigazioni sui Social Media.
- D. B. Russell (stagione 2), interpretato da Ted Danson, doppiato da Mario Cordova.
Entra a far parte del team nella seconda stagione. Ha lavorato in precedenza come supervisore del CSI a Seattle e Las Vegas, si occupa principalmente della parte scientifica nelle indagini.

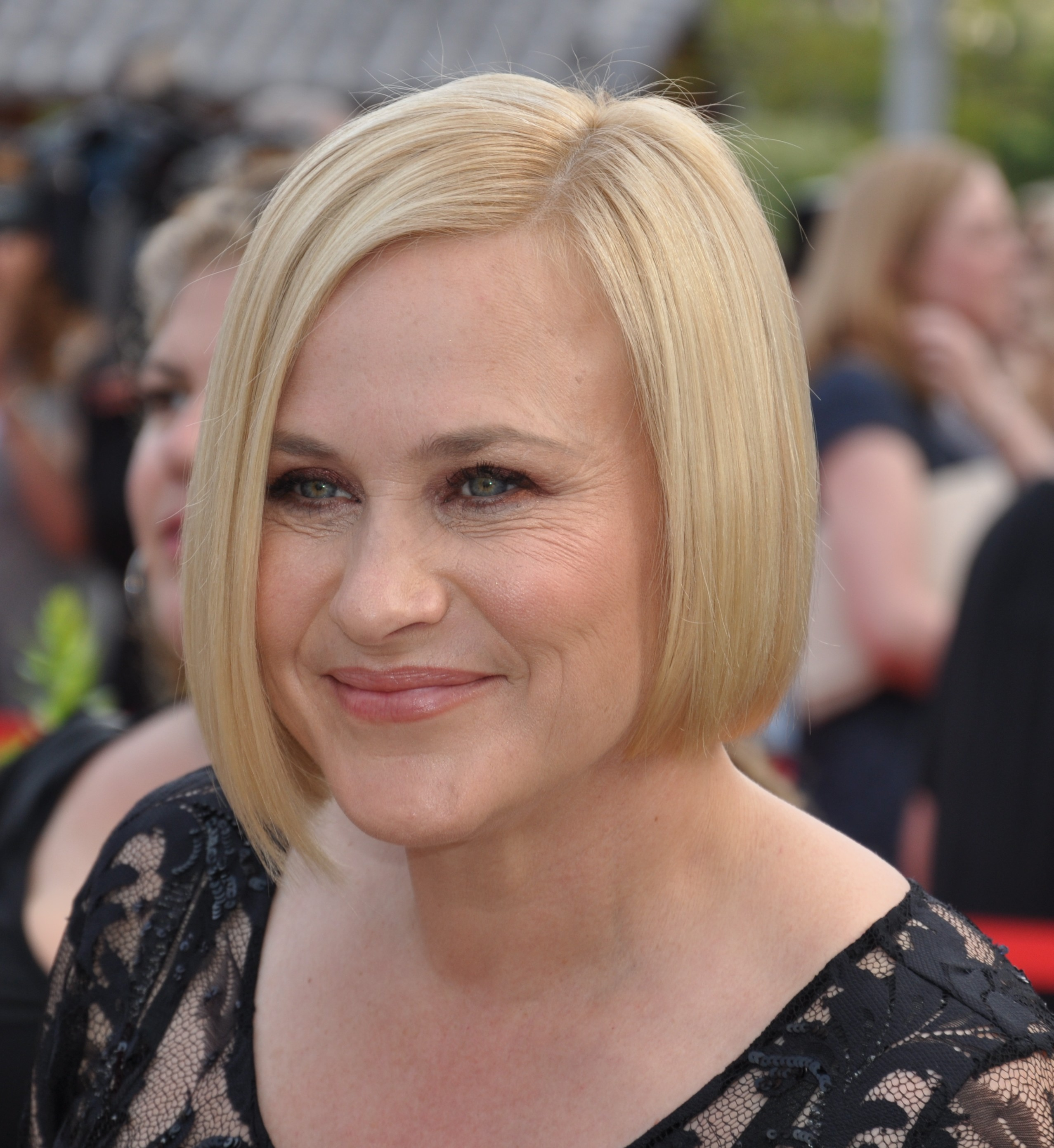
Patricia Arquette interpreta Avery Ryan
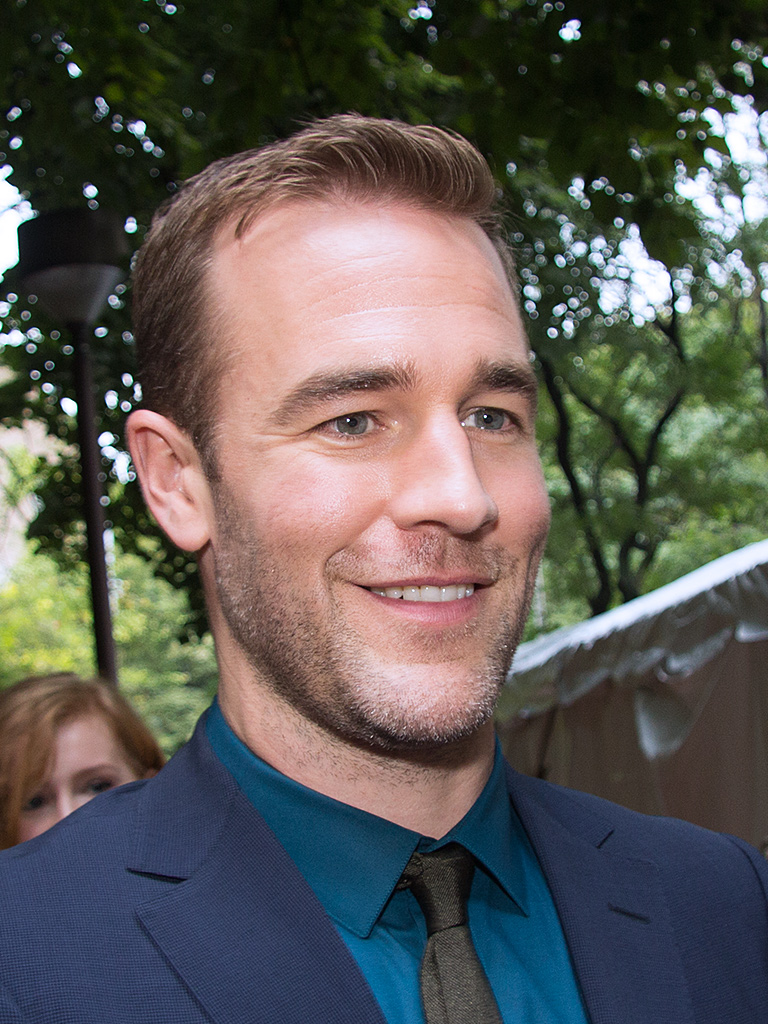
James Van Der Beek interpreta Elijah Mundo
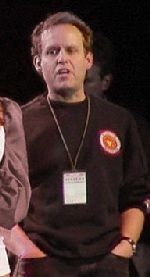
Peter MacNicol interpreta Simon Sifter
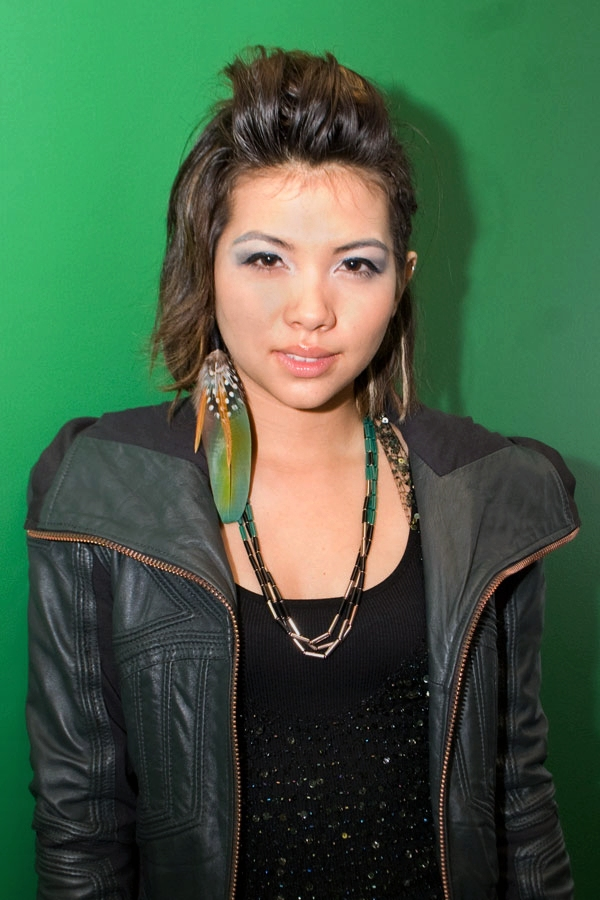
Hayley Kiyoko interpreta Raven Ramirez
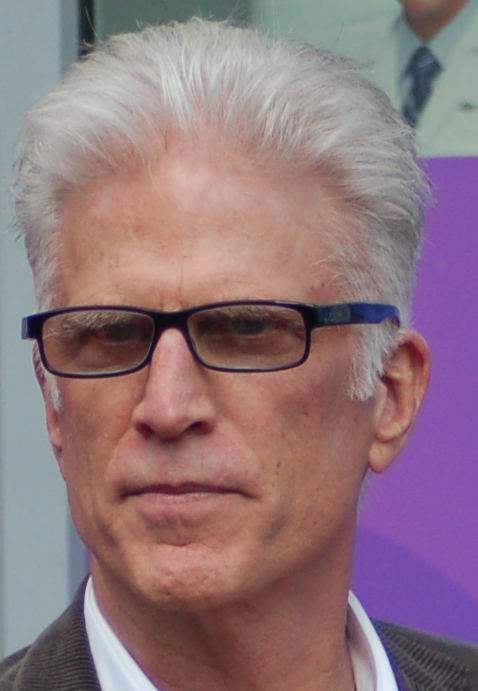
Ted Danson interpreta D. B. Russell

### Personaggi secondari
- David Ortega (stagioni 1-2), interpretato da Michael Irby, doppiato da Simone D'Andrea.
È il medico legale che assiste la Cyber Division.
- Francine Krumitz (stagioni 1-2), interpretata da Angela Trimbur.
È la sorella di Daniel.
- Aaron Sifter (stagione 1), interpretato da Nathan Gamble.
È il figlio di Simon.
- Davon Atwood (stagioni 1-2), interpretata da Alexie Gilmore
È la moglie di Elijah.
- Michelle Mundo (stagioni 1-2), interpretata da Mckenna Grace, doppiata da Chiara Fabiano.
È la figlia di Elijah e Davon.
- Andrew Michaels (stagioni 1-2), interpretato da Brent Sexton.
È l'ex marito di Avery.
- Greer Latimore (stagione 2), interpretata da Kelly Preston.
È un'investigatrice privata, fidanzata di D. B. Russell.
- Artie Sneed (stagione 2), interpretato da Marcus Giamatti.
È uno strambo amante ed esperto di tecnologia che ogni tanto aiuta la Divisione Cyber.
- Marcus Silver (stagione 2), interpretato da Sean Blakemore.
È il direttore, capo di Avery.

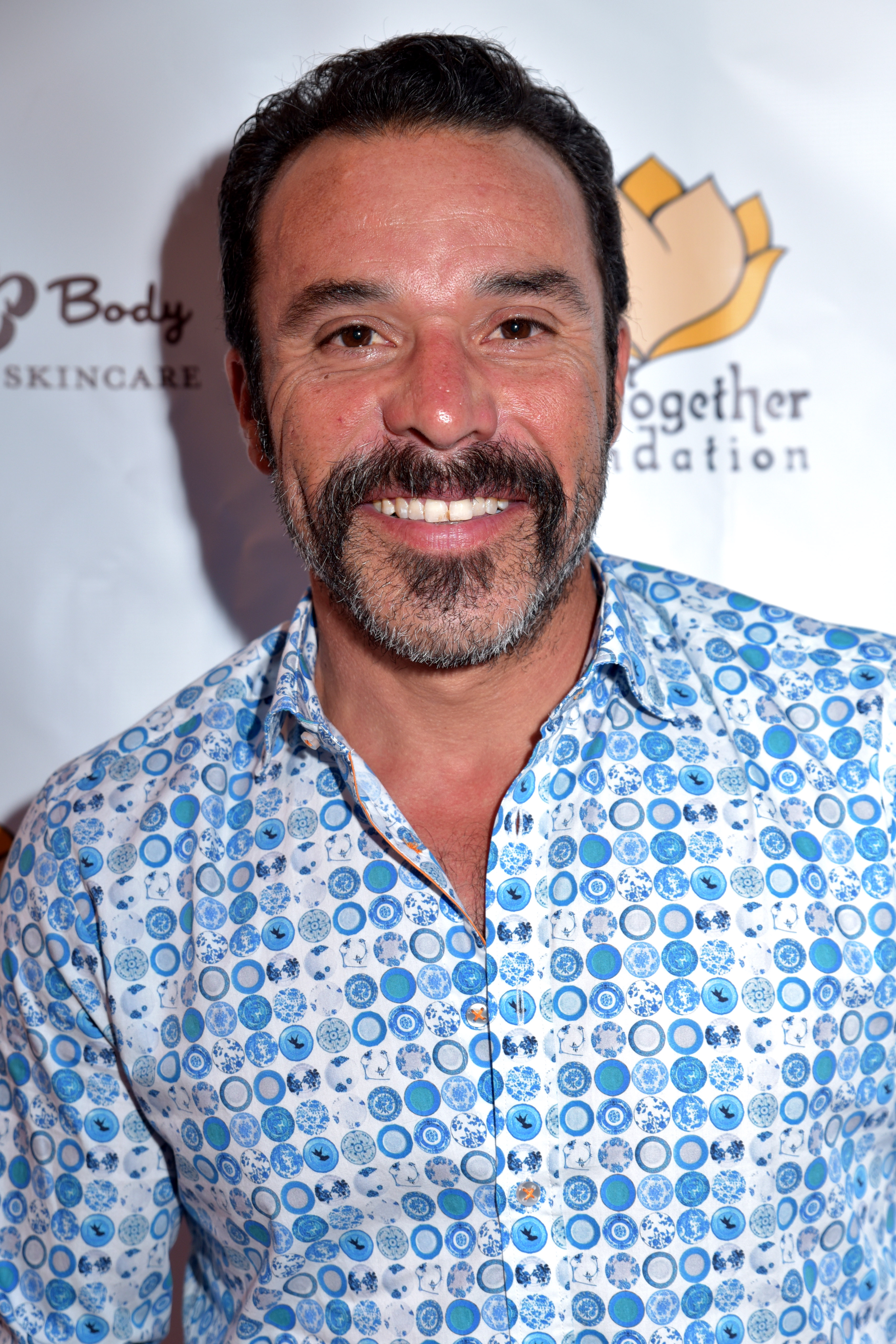
Michael Irby interpreta David Ortega
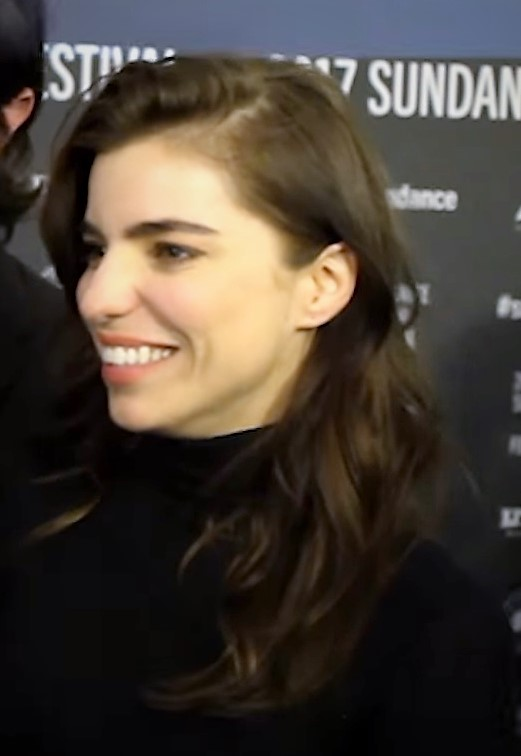
Angela Trimbur interpreta Francine Krumitz
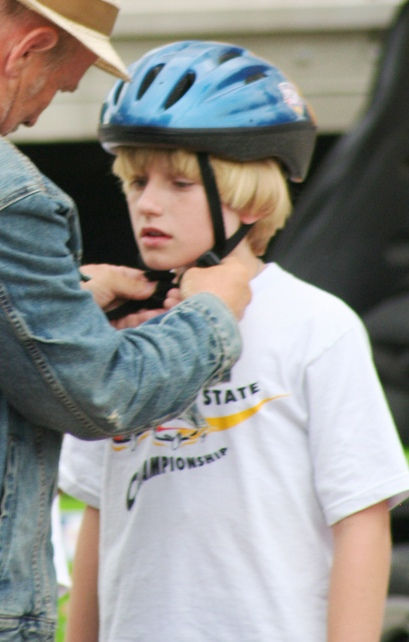
Nathan Gamble interpreta Aaron Sifter
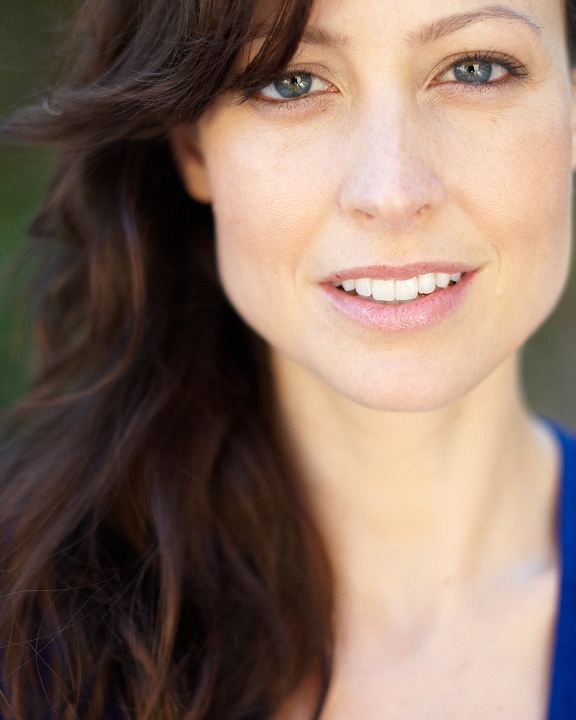
Alexie Gilmore interpreta Davon Atwood
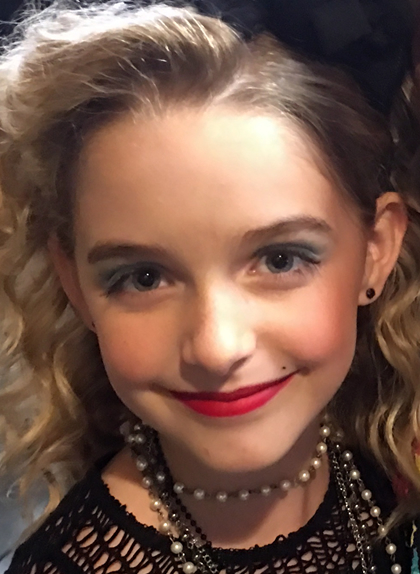
Mckenna Grace interpreta Michelle Mundo
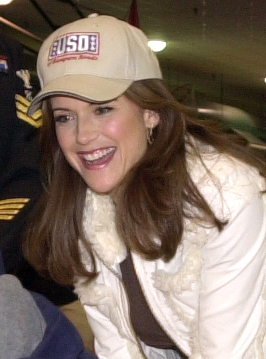
Kelly Preston interpreta Greer Latimore

## Produzione
Lo spin-off è stato annunciato il 18 febbraio 2014 dalla CBS. La protagonista di questa serie è l'agente Avery Ryan, interpretata dall'attrice Patricia Arquette. Le indagini ruotano attorno alla risoluzione di casi di cyber hackeraggio e di pirateria informatica.
Il 10 maggio 2014 la CBS conferma la produzione della prima stagione di CSI: Cyber. L'8 maggio 2015 CBS rinnova la serie per una seconda stagione.
Il 12 maggio 2016, dopo due stagioni, CBS annuncia la cancellazione della serie, e 31 episodi trasmessi.

## Crossover
- L'episodio pilota della serie è andato in onda il 30 aprile 2014, all'interno della quattordicesima stagione di CSI - Scena del crimine, intitolato Cyber Crimini (Kitty).
- Un crossover è stato trasmesso durante la quindicesima stagione della stessa serie, corrispondente al sesto episodio, intitolato Il paradosso dei gemelli (The Twin Paradox).

## Colonna sonora
Come di consuetudine nel franchise CSI, come tema d'apertura della serie è stata scelta una canzone dei The Who dal titolo I Can See for Miles, presente nell'album The Who Sell Out.